# The Thorn Birds
The Thorn Birds (L'ocell espina) és una minisèrie de televisió estatunidenca emesa per la cadena ABC del 27 al 30 de març de 1983. Va ser protagonitzada per Richard Chamberlain, Rachel Ward, Barbara Stanwyck, Christopher Plummer, Piper Laurie, Jean Simmons, Richard Kiley, Bryan Brown, Mare Winningham i Philip Anglim. Era dirigida per Daryl Duke i basada en la novel·la homònima de Colleen McCullough. La sèrie va tenir un èxit enorme i es va convertir en la segona minisèrie més valorada dels Estats Units de tots els temps darrere de Roots; ambdues sèries van ser produïdes pel veterà de televisió David L. Wolper. A Espanya fou emesa per TVE el 1985, i reposada novament a TVE 2 el 1988.

## Argument
La sèrie narra la història d'amor impossible entre l'ambiciós sacerdot catòlic australià Ralph de Bricassart i la jove Meggie Cleary, amb anades i tornades al llarg dels anys, tractant la lluita interior del sacerdot entre la seva passió per Meggie, la seva vocació religiosa i la seva ambició personal, coronada en ser nomenat cardenal.

## Repartiment
| Actor               | Paper                                   |
| ------------------- | --------------------------------------- |
| Richard Chamberlain | Ralph de Bricassart                     |
| Rachel Ward         | Meggie Cleary (adulta)                  |
| Sydney Penny        | Meggie Cleary (nena)                    |
| Barbara Stanwyck    | Mary Carson                             |
| Richard Kiley       | Paddy Cleary                            |
| Jean Simmons        | Fee Cleary                              |
| Bryan Brown         | Luke O'Neill                            |
| Mare Winningham     | Justine O'Neill                         |
| Philip Anglim       | Dane O'Neill                            |
| Ken Howard          | Rainer Hartheim                         |
| John Friedrich      | Frank Cleary                            |
| Dwier Brown         | Stuart Cleary (adult)                   |
| Vidal Peterson      | Stuart Cleary (nend)                    |
| Piper Laurie        | Anne Mueller                            |
| Earl Holliman       | Luddie Mueller                          |
| Christopher Plummer | Arquebisbe Vittorio di Contini-Verchese |
| Brett Cullen        | Bob Cleary                              |
| Stephen W. Burns    | Jack Cleary                             |
| Barry Corbin        | Pete                                    |
| Holly Palance       | Miss Carmichael                         |
| John de Lancie      | Alastair MacQueen                       |
| Allyn Ann McLerie   | Mrs. Smith                              |
| Richard Venture     | Harry Gough                             |
| Stephanie Faracy    | Judy                                    |
| Antoinette Bower    | Sarah MacQueen                          |

## Desenvolupament
La novel·la va ser desenvolupada originalment com a llargmetratge amb Ed Lewis adjunt a la producció. Ivan Moffat va escriure un esborrany inicial del guió. Herbert Ross va ser el primer director i veia a Christopher Reeve com a protagonista. Aleshores Peter Weir es va unir a la direcció; Robert Redford era el favorit pel paper protagonista. Finalment, Weir va abandonar i Arthur Hiller l'anava a dirigir; Ryan O'Neal podria haver estat el protagonista. Al final es va decidir convertir-la en una minisèrie.
El paper de Maggie Cleary es va convertir en el paper més buscat de la producció i es va considerar el paper de tota la vida. Moltes actrius van fer campanyes i van fer audicions per al paper durant un llarg període de preproducció. L'actriu britànica Lynne Frederick va ser una de les moltes actrius que van fer una gran campanya per al paper. Frederick fins i tot es va tenyir de cabell de roig. Entre altres actrius que van fer les audicions per a la part van ser Michelle Pfeiffer, Jane Seymour, Olivia Newton-John, i Kim Basinger.

## Premis i nominacions
| Any  | Associació             | Categoria                                               | Nominat(s)                    | Resultat  |
| ---- | ---------------------- | ------------------------------------------------------- | ----------------------------- | --------- |
| 1983 | Premis Primetime Emmy  | Makeup                                                  | Del Acevedo                   | Guanyador |
| 1983 | Premis Primetime Emmy  | Direcció artística de sèries o pel·lícula               | Robert MacKichan, Jerry Adams | Guanyador |
| 1983 | Premis Primetime Emmy  | Edició de sèrie o pel·lícula                            | Carroll Timothy O'Meara       | Guanyador |
| 1983 | Premis Primetime Emmy  | Actor de minisèrie o cinema                             | Richard Chamberlain           | Nominat   |
| 1983 | Premis Primetime Emmy  | Actriu secundària de minisèrie o cinema                 | Barbara Stanwyck              | Guanyador |
| 1983 | Premis Primetime Emmy  | Minisèrie o pel·lícula                                  | The Thorn Birds               | Nominat   |
| 1983 | Premis Primetime Emmy  | Actor secundari de sèrie o pel·lícula                   | Bryan Brown                   | Nominat   |
| 1983 | Premis Primetime Emmy  | Actor secundari de sèrie o pel·lícula                   | Richard Kiley                 | Guanyador |
| 1983 | Premis Primetime Emmy  | Actor secundari de sèrie o pel·lícula                   | Christopher Plummer           | Nominat   |
| 1983 | Premis Primetime Emmy  | Actriu secundària de sèrie o pel·lícula                 | Piper Laurie                  | Nominat   |
| 1983 | Premis Primetime Emmy  | Actriu secundària de sèrie o pel·lícula                 | Jean Simmons                  | Guanyador |
| 1984 | Premis Globus d'Or     | Millor actor en minisèrie o telefilm                    | Richard Chamberlain           | Guanyador |
| 1984 | Premis Globus d'Or     | Millor actriu en minisèrie o telefilm                   | Rachel Ward                   | Nominat   |
| 1984 | Premis Globus d'Or     | Millor minisèrie o telefilm                             | The Thorn Birds               | Guanyador |
| 1984 | Premis Globus d'Or     | Millor actor secundari en sèrie, minisèrie o telefilm   | Bryan Brown                   | Nominat   |
| 1984 | Premis Globus d'Or     | Millor actor secundari en sèrie, minisèrie o telefilm   | Richard Kiley                 | Guanyador |
| 1984 | Premis Globus d'Or     | Millor actriu secundària en sèrie, minisèrie o telefilm | Piper Laurie                  | Nominat   |
| 1984 | Premis Globus d'Or     | Millor actriu secundària en sèrie, minisèrie o telefilm | Jean Simmons                  | Nominat   |
| 1984 | Premis Globus d'Or     | Millor actriu secundària en sèrie, minisèrie o telefilm | Barbara Stanwyck              | Guanyador |
| 1984 | Premis People's Choice | Millor minisèrie de televisió                           | The Thorn Birds               | Guanyador |
| 1984 | Premis Young Artist    | Millor actriu jove en minisèrie o telefilm              | Sydney Penny                  | Guanyador |

## Seqüela
Una continuació titulada The Thorn Birds: The Missing Years fou emesa per CBS en 1996. Narra la història dels 19 anys sense comptar a la minisèrie original.